# Главата Мајмунчина
Јован Грунчић (Нови Сад, 1994), познатији као Главата Мајмунчина или само као Главата, јесте српски репер и водитељ подкаста. Члан је групе Клика и подгрупе Кардеж.

## Биографија

### Рани живот и оснивање бенда
Јован Грунчић је рођен у Новоме Саду 1994. године. Потиче из теолошке православне породице и с очеве и с мајчине стране. Као дете је с оцем богослужио у Српској православној цркви као чтец. Према његовим речима, већ тада се сусрео с материјализмом и корупцијом у цркви коју је касније због тога напустио, иако је раније био религиозан. Касније, у младости је имао сукобе и проблеме с оцем што је у многоме дефинисало његову личност и стил у хипхоп култури.
У родноме граду је завршио основну школу. С Николом Давићем (Волвокс Носферату) се зна још из детињства, преко њихових мајки које су такође пријатељице. После основно школе је уписао Карловачку гимназију, али је понављао разреде и никада је није завршио. Када је први пут понављао разред, упао је у одељење с његовим познаником из основне школе, музичарем и будућим колегом из групе Кумелом.
Волвокс је спојио њега и Миксу Админа (Михаило Хераковић) направивши групу Кардеж. Они су од раније основали продукцију „Ките и јаја” која им је служила за експерименте с метал музиком и влоговима забавног типа, али је тек од Кардежа добила данашњи облик. Иако је први настао, Кардеж је касније постао подгрупа јер је оформљена већа група која је названа Клика.
Сви они су одрастали на хипхоп музици групе Бед копи. Надимак Главата Мајмунчина управо је узео из песме „Е, то је он” — с албума Најгори до сада (2006) — споменуте групе („Рибе кад ме виде у граду, кажу: ’Е, то је он’! — Главата Мајмунчина, то је он!”). Андерграунд стил групе Бед копи их је инспирисао да и они користе вулгарне речи у својим песмама и да немају ограничења.
Главата је морао да прекине све своје обавезе током 2021. године јер је добровољно служио војни рок у Војсци Србије. Његова жеља је била да, после одслуженог војнога рока, буде редован војник, али Војнобезбедносна агенција му није одобрила пошто је имао много прекршајних пријава. Грунчић сумња да је највећи разлог за одбијање његов приватни живот, односно његов рад у музици и подкасту.

### Музичка каријера
Године 2012. Кардеж избацује сингл „Карам дрво” који је достигао националну популарност. Због свог недефинисаног стила, дендрофилије, ова група као и Ничке 3000 постала је касније једна од утицајних у андерграунд поткултури. Потврду њихове афирмације дали су репери као што је Ајс Нигрутин (коме су омиљене српске реп песме „Карам дрво” и „Адаптер”), Скај Виклер и Војко В.
Крајем фебруара 2022, Рођени, Ничке 3000 и он су избацили промотивни видео-спот за кошаркашки клуб ICTP.

#### „Јагуар бог”
На Божић 2018. Главата је избацио хит сингл „Јагуар бог”. Песма је постала препознатљива зато што синтагму јагуар бог Главата изговара 26 пута у песми дужине минут и 17 секунди (на сваке три секунде). Он је инспирацију за овај хит добио током пете емисије прве сезоне Јоца и Ниџа шоуа када је тема била бог и религија.

### ПодкастЈоца и Ниџа
Године 2017. Волвокс и Главата Мајмунчина почињу са емитовањем подкаста „Јоца и Ниџа шоу” у продукције „Клиника”. Један од оснивача Продукције „Клиника” је у странци „Ниједан од понуђених одговора”, тако да су простор у другој сезони добили од Града Новога Сада. Овај веома гледан подкаст је постао познат по неконвенционалним методама водитеља који не поступају по устаљеним новинарским, интервјуерским праксама већ конзумирају алкохол и наркотике усред емисије заједно са гостима. Ничке 3000 је рекао да је то концепт како иначе се иначе они друже (у сленгу: блеје) и само су поставили камере и почели да снимају с тим што нису тако агресивни приватно, већ је то само због велике количине алкохола и дрога које конзумирају у подкасту. Дешавало се и то да Главата не заврши емисију до краја због прекомерног уноса алкохола и наркотика, или да уопште не дође у свој подкаст. Водитељ Теша Тешановић је прокоментарисао да у њиховом подкасту нема ограничења, већ да је све дозвољено.

Војко В је изразити љубитељ овог подкаста, а 2021. г. је и гостовао. У једној песми Војко В им је посветио строфе:
Гмижем по комшилуку и слушам шта се прича, / ко има најбољи шоу? – Јоца и Ниџа!

## Приватни живот
Иако се декларише као хетеросексуалац, Грунчић је пред камерама у Јоца и Ниџа шоу љубио у уста другог водитеља и репера Николу Давића. Грунчић је такође истицао да не би имао никаквих проблема да има сексуални однос с трансвеститима. У премијерној емисији четврте сезоне Јоца и Ниџа шоуа августа 2025. јавно је изјавио да је имао сексусални однос са транвеститом после емисије Јоца и Ниџа шоуа која је емитована 3. децембра 2021, те је позвао људе да „експериментишу”.
Главата је у песми „666” изрекао да никада неће наступати у Хрватској због историје сукоба Србије и Хрватске.
Велики је љубитељ УФЦ-а.
Крсна слава његове породице је Срђевдан.

## Контроверзе
У ноћи између 30. и 31. јула, српски репер Ђус је имао обрачун са водитељима после питања о покрету „Левијатан” оптуживши га да ради за полицију и безбедносне снаге. Водитељи су инсистирали да одговори на питање каква је веза између њега, „Левијатана” и Полиције Србије. После неколико минута расправе, Ђус, Главата и Ничке 3000 су наставили емисију. Касније су Ничке 3000 и Главата на Инстаграму снимали видео-приче у којима позивају Ђуса да се извини или ће га избости. Остало је нејасно да ли је ово у шали речено.
Концепт подкаста Јоца и Ниџа је стављање циљева који ће водитељи урадити након што се донира одређена сума новца. У једној емисији октобра 2021. године циљ је био да Грунчић попије менструалне излучевине. Он је прихватио тај изазов и испио је менструацију наочиглед гостију Теше Тешановића и Мими Мерцедез.